# كارلوس بارديم
كارلوس بارديم (بالإسبانية: Carlos Bardem) هو كاتب وكاتب سيناريو ومؤلف وممثل إسباني، ولد في 7 مارس 1963 بمدريد في إسبانيا.

## أعمال

### مسلسلات
- السيد.

### أفلام
- (2009) الزنزانة 211
- (2009) الطفل السمكة
- (2016) أساسنز كريد[2]
- (2025) في المنطقة الرمادية - فيلم قادم.[3]

## وصلات خارجية
- كارلوس بارديم على موقع IMDb (الإنجليزية)
- كارلوس بارديم على موقع قاعدة بيانات الأفلام العربية
- كارلوس بارديم على موقع ألو سيني (الفرنسية)
- كارلوس بارديم على موقع ميوزك برينز (الإنجليزية)
- كارلوس بارديم على موقع أول موفي (الإنجليزية)
- كارلوس بارديم على موقع قاعدة بيانات الأفلام السويدية (السويدية)
- كارلوس بارديم على موقع قاعدة بيانات الفيلم (الإنجليزية)
- كارلوس بارديم على موقع كينوبويسك (الروسية)